# Trentepohlia fimbricosta
Trentepohlia fimbricosta är en tvåvingeart som beskrevs av Alexander 1973. Trentepohlia fimbricosta ingår i släktet Trentepohlia och familjen småharkrankar. Inga underarter finns listade i Catalogue of Life.